# بروت (ألبوم)
يُعدّ ألبوم "بروت" العمل الاستوديو الثاني للموسيقية الكويتية فاطمة القادري. يتناول الألبوم موضوعات احتجاجية مستوحاة من أحداث مثل احتجاجات بالتيمور عام 2015 والاضطرابات في فيرغسون، حيث يسلط الضوء على سلطة أجهزة إنفاذ القانون السلطوية في الولايات المتحدة والوهم المحيط بالديمقراطية في الغرب. جاء غلاف الألبوم من تصميم جوش كلاين، بابك رادبوي، ويورغ لوهز، ويُظهر أحد "بوليس تيليتبّيز" من قطعة "الحرية"، بهدف إبراز كيف تُهدَّر الحقوق المدنية في القرن الحادي والعشرين. يتضمن الألبوم عينات صوتية من احتجاجات فيرغسون، وتقريرًا لقناة MSNBC أعده لورانس أُدونيل عن احتلال وول ستريت، بالإضافة إلى مقابلة مع عضو سابق في شرطة لوس أنجلوس يتحدث عن سلطة الشرطة.
صدر الألبوم عن شركة "هايبردب" في مارس 2016، وحظي بتغطية إعلامية واسعة نظرًا لرسالته السياسية القوية. كما أُدرج ضمن قائمة "أفضل عشرة ألبومات احتجاجية لعام 2016" بحسب موقع "شادوپروف"، حيث وصفه كيفين گوزتولا بأنه "نوع الألبوم الذي سيترك أثرًا أكبر في عهد الرئيس دونالد ترامب". مع ذلك، انتقد بعض النقاد الألبوم لكونه قريبًا كثيرًا من أعمال القادري السابقة، ورأوا أن العديد من أغانيه تفتقر إلى شكل واضح ومميز.

## التاريخ
تكوّنت تجربة فاطمة القادري مع انتهاك حقوقها المدنية من عيشها في الكويت أثناء غزو العراق عام 1990، إذ لم تنتقل إلى الولايات المتحدة إلا بعد الالتحاق بالجامعة. وعن تصورها لأميركا قبل الانتقال، قالت إنها كانت تشاهد مسلسلات مثل "سيفد باي ذا بيل" و"فريش برنس أوف بيل-إير"، وكانت تعتقد أنها بلد لطيف رغم أنها لم تطأ أرضه سابقًا.
في احتجاج عام 1999 ضد صندوق النقد الدولي والبنك الدولي، شاركت القادري في مظاهرة مضادة، وذكرت: "لم أرَ الكثير من الشرطة في حياتي، كانوا على خيول ودراجات وسيارات وطائرات هليكوبتر، وكانت صدمتي شديدة؛ فقد انهارت أوهام الديمقراطية الأميركية لدي فورًا". كما شاركت لاحقًا في احتجاجات نيويورك ضد غزو العراق عام 2003.
بدأت كتابة ألبومها الثاني حوالي فبراير أو مارس 2015، حين كانت مقيدة في المنزل بسبب إصابة في الركبة، وكانت تتابع على تويتر أخبارًا مروعة عن احتجاجات فيرغسون وبالتيمور، مما دفعها للتركيز على موضوع الاحتجاج في ألبومها الجديد. كانت أولى المقطوعات التي أنجزتها "بلاد مون"، وآخرها "أبلييت". في 20 يناير 2016، أُعلن أن الألبوم سيصدر في 4 مارس، وأطلقت أغنية "باتري" كأغنية رئيسية. وفي 23 فبراير 2016، أجرت مجلة "ميكسماگ" مقابلة مع القادري عرضت خلالها مقطوعة "باور". وصدَر الألبوم رسميًا في 4 مارس 2016.

## الفكرة
شبّه بعض النقاد ألبوم "بروت" بألبوم "ناثينغ" لمؤسس شركة هايبردب، كودناين (2015)، وأعماله المتعلقة بحرب الصوت مثل "سونيك وورثفر: ساوند، إفكت وإيكولوجيا الخوف" (2009).
يتناول "بروت" موضوعات مثل الفاشية النيوليبرالية، السلطة الاستبدادية، تصاعد نفوذ أجهزة إنفاذ القانون الأمريكية، وكيف أن الديمقراطية في الغرب ما هي إلا وهم وسراب. وصفت فاطمة القادري الألبوم بأنه يحمل روح ألبوم "واتس جوينغ أون" (1971) لمارفن غاي، لكنها أوضحت أنه ليس ألبوم احتجاجي تقليدي، قائلة: "هو تأمل، لكنه مؤلم جدًا. موسيقى الاحتجاج هي دعوة للعمل، وهذا الألبوم ليس دعوة، لأنني لا أعرف ما هو الحل. أنا لا أقدم حلولًا، فقط أقول إن هذا هو الواقع."
أما عن اختيار اسم الألبوم "Brute" (بروت)، فقالت إنه رد فعل على استخدام كلمة "thug" (مجرم) في الإعلام مؤخرًا لوصف أشخاص معينين. وأشارت إلى أن الكلمة تحمل معنى وحشيًا كبيرًا، لكنها في اللغة الإنجليزية تحمل طابعًا أنيقًا وبوهيميًا يشبه أسلوب خمسينيات القرن الماضي.

## التركيب والتصميم الصوتي
كتب الناقد كيفن ريتشي أن ألبوم "بروت" يتميز ببنية موسيقية حادة، حيث ترتفع الإيقاعات أحيانًا بشكل ملح ثم تنخفض إلى هدوء خادع.
يُعد "بروت" أطول ألبومات فاطمة القادري وأكثرها تأثرًا بموسيقى الغرايم، حيث تتكرر فيه عناصر هذا النوع مثل الإيقاعات التي تشبه أصوات الطلقات النارية، والألحان الدوارة، وتأثيرات صوت صفارات الشرطة.
يرى جوزيف بورنيت من مجلة "دستيد" أن الألبوم يختلف عن معظم أعمال الغرايم الأخرى، إذ إنه نادرًا ما يكون دافعًا للرقص، بل يتلوى ويتقلب تحت وطأة إيقاعات صارمة تشبه حركة المترونوم، مع طبقات كثيفة من صوت الجهير ودوامات نغمية باردة.
من جانبه، كتب الصحفي آندي كيلمان في "أول ميوزك" أن "بروت" يستخدم مزيجًا من تسجيلات الاحتجاجات الحقيقية ومحاكاة صوتية، مما يمنحه إحساسًا سرياليًا.
نظرًا لموضوعه المرتبط بقمع سلطات إنفاذ القانون، يحمل الألبوم نبرة يائسة نابعة من بنية موسيقية باردة وجافة، وأجواء غير مرحبة، تشمل مقاطع صوتية من تجمعات سياسية، تراكيب لحنية مبنية على السلالم الصغرى، أبواقًا وجوقات مصطنعة، وما وصفه الناقد لوك بـ"زئير جهير كأنه من نهاية العالم".
رغم أن موضوع الألبوم أميركي، حرصت القادري على أن تكون الآلات الموسيقية فيه ذات طابع عالمي يسمح لمستمعين من بلدان مختلفة بالتفاعل معه.
وينبع الشعور بالقمع في الألبوم من الإيقاعات نفسها، خاصة الطريقة التي تتلوى فيها بزوايا غير طبيعية وتسقط الضربات كأنها عبوات غاز، وفق ما كتب ستيفن وورذي من مجلة "ميكسماغ".
وقال ديريك ستيبلز من "كونسيكونس أوف ساوند" إن الألبوم يحتوي على أثر منخفض عميق يلوح في الخلفية باستمرار، يمثل حضور الشرطة الدائم في أغنيات مثل "باتري" و"10-34"، بينما تعكس الانقطاعات اللحنية المتقلبة الانفجارات المتكررة للعنف غير المقيّد.
لا تكاد تظهر لمحات أمل في الألبوم، باستثناء وميضات قليلة مثل قيثارات الهارب الإلكترونية في أغنية "فراگمنتَيْشن".
وصف بورنيت الألبوم بقوله: "أنصت بانتباه، وستجد لحنية معينة تتوارى في قلب هذا العمل، لكن نبرته يائسة وخافتة، أشبه ببصيص نور في عالم مظلم وغير مبالٍ." وأضاف أن الغاية من ذلك ربما كانت إظهار الحاجز البارد وغير المفهوم الذي شُيّد بين السلطة والشعب، بين أصحاب النفوذ وبقية الناس.
يعتمد ألبوم "بروت" بشكل أساسي على ثلاثة مصادر صوتية استخلصتها القادري من موقع يوتيوب.
المصدر الأول تسجيل حي لاحتجاجات فيرغسون، يظهر فيه شرطي يقول: "أنتم لم تعودوا تتجمعون بسلام" عبر جهاز صوتي بعيد المدى، ويُسمع هذا المقطع فوق خلفية موسيقية صناعية في المقطوعة الافتتاحية "إندزون".
المصدر الثاني تقرير من محطة "إم إس إن بي سي" يقدمه لورنس أودونل عن حركة "احتلوا وول ستريت"، اختارته القادري لصوته الكلاسيكي كمذيع أخبار أمريكي، ويظهر هذا المقطع في المقطوعة "بلووز"، بعد معالجته بتأثير الصدى وتغليفه جزئيًا بالسنثيسايزر ليعطي شعورًا بالابتعاد عن الواقع، كما كتب روري جيب من "ذا كوايتس".
المصدر الثالث مقابلة مع ضابطة شرطة سابقة في لوس أنجلوس تُدعى شيريل دورسي، تتحدث فيها عن قوة الشرطة، ويُستخدم هذا التسجيل في المقطوعة الختامية "پاور"، مصحوبًا بأصوات زجاج مكسور مصطنعة.
توضح القادري أن هذه المقاطع الصوتية تستخدم بشكل محدود، فقط لتوضيح السياق وضبط النغمة العامة للألبوم.
غلاف الألبوم
في بداية عام 2015، قدّم الفنان الأمريكي جوش كلاين عملًا تركيبيًا بعنوان "حرية" في متحف نيويورك الحديث. ركز العمل على أربعة "تلاتابي شرطة" يرتدون زي قوات التدخّل السريع، ويحيطون بمنطقة مستوحاة من حديقة زوكوتي التي شهدت احتجاجات حركة "احتلوا وول ستريت".
هدف هذا العمل الفني إلى تسليط الضوء على تآكل الحقوق المدنية في القرن الحادي والعشرين، مستخدمًا نسخة فاطمة القادري من النشيد الوطني الأمريكي "الراية المرصعة بالنجوم".
أما غلاف ألبوم "بروت" فاحتوى على صورة فوتوغرافية لأحد هؤلاء التلاتابي، حيث قام الفنان بابك رادبوي بتعديلها بإضافة شعر وجه، شعيرات دموية متفجرة، وشفاه متشققة، ليحوّلها إلى صورة أكثر حيوية وتأثيرًا.
قالت القادري عن الغلاف: "لقد صنع منه كائنًا فرانكنشتاينيًا، منحَه حياة. أخذ شيئًا كان جامدًا وتحويله إلى وحش حي يتنفس."
وقد أدرج الكاتب پاتريك هينتون هذا الغلاف ضمن معرضه لأفضل أغلفة الألبومات الموسيقية لعام 2016 في مجلة "ميكس ماگ".

## النقد
حظي ألبوم "بروت" بتغطية إعلامية واسعة ركزت على طابعه السياسي، حيث وصفته مجلة "ذَمب" بأنه "الألبوم السياسي القوي الذي كنا ننتظره".
في مقال على موقع "هايبرألرجِك"، أشادت سينثيا كروز بالموسيقى، واعتبرتها تشبه الشعر العظيم، إذ تقدم مقدارًا مناسبًا من السياسة والعالم من خلال إشاراتها إلى الاحتجاجات، ومقاطع الأخبار، وقوات الشرطة، مع ترك مساحة للمستمع ليبني تواصله الخاص مع كل أغنية والألبوم ككل.
كما أدرج موقع "شادوبروف" الألبوم ضمن قائمة "أفضل عشرة ألبومات احتجاجية لعام 2016"، واعتبر كيفن گوزتولا أنه ألبوم سيترك أثرًا أكبر في ظل عهد الرئيس دونالد ترامب. أما صوفيا ليدبيتر فوصفت في مجلة "كلاش" أداء القادري في الألبوم باعتباره أسلوبها الخاص في الاحتجاج ضمن عالم مشحون بالنقاشات حول الحقوق.
وفي تقييم على مجلة "ميكس ماگ"، منح ستيفن وورذي الألبوم 9 من 10، مشبهًا إياه بأعمال لوري أندرسون، ووصف القادري بأنها "سيدة الموسيقى الإلكترونية التجريبية".
أما ديريك ستابلز في "كونسيكوينس أوف ساوند" فقد رأى في الألبوم تعبيرًا موسيقيًا آليًا يعكس "وَعْيًا عميقًا بالتواصل البشري وتأثيراته الدقيقة غير المنطوقة"، مستندًا في تحليله إلى سياق المناقشات السياسية قبل انتخابات الرئاسة الأمريكية 2016.
في مراجعة لروري جيب، تم التركيز على استخدام القادري لأنماط موسيقية شعبية في معظم أعمالها، مشيرًا إلى أن "الإطارات السردية الواضحة في ألبوم بروت وألبومها السابق تظهر طريقة عملها في خلق تجميعات موضوعية فعّالة، حتى وإن لم تكن النتائج الموسيقية دائمًا ناجحة." وأضاف أن أجمل لحظات الألبوم هي تلك التي تتخلى فيها عن الإشارات المباشرة لتدخل في عوالم أكثر وضوحًا وغموضًا عاطفيًا.
لكن الانتقادات لم تخلُ من ملاحظات على أن "بروت" لا يختلف كثيرًا عن إصدارات القادري السابقة، وأن معظم الأغاني تفتقر إلى شكل واضح. ففي مراجعة لموقع "بيتش فورك"، وصف كيفن لوزانو الألبوم بأنه "خليط محبط من المتوسط والفني"، مشيرًا إلى أن عينات الصوت كانت أفضل ما فيه، بينما الأغاني الأخرى كانت تبدو كمقطوعات غير محددة الشكل تستعير كثيرًا من أعمال سابقة.
وبالمثل، كتب أندرو رايس من "ريزيدنت أدفايزر" أن العينات الصوتية هي ما يميز الألبوم عن غيره، أما الأغاني فتعاني من عناوين توحي بموضوع دون تقديم جوهر حقيقي.
وصف أحد المراجعين في "ميوزك أو إم إتش" الألبوم بأنه "محبط" وفرصة ضائعة، مع أن لديه القدرة على خلق أجواء توتر وقلق، لكنه مع ذلك يفتقر إلى هدف واضح يجعل منه ردًا فعّالًا على الظلم، مما يجعله أقل تأثيرًا.
أما بِن بومونت-توماس من صحيفة "الغارديان" فأشاد بالبعد السياسي للألبوم ووصفه بأنه "منعش"، لكنه وجد أنه لم يكن ممتعًا بسبب التراكيب الضعيفة واستخدام أصوات إلكترونية مكررة تُشبه آلات قديمة، وهو نمط أصبح شائعًا في موسيقى الإلكترو تحت الأرض.
وأخيرًا، وصف دانيال برومفيلد من مجلة "سبيكتروم كالتشر" الألبوم بأنه جميل من الناحية الموسيقية، وعلق مازحًا أنه يمكن اعتباره ألبومًا عن عطلة نهاية أسبوع في مزرعة. واعتبر أن الألبوم يصبح أكثر متعة إذا استُمع إليه بمعزل عن سياقه السياسي، حيث قال: "كألبوم موسيقي بحت، بروت ممتاز، لكن كألبوم مفاهيمي فهو فاشل."

## قائمة الأغاني
| #   | عنوان           | المدة |
| --- | --------------- | ----- |
| 1.  | "Endzone"       | 1:51  |
| 2.  | "Blood Moon"    | 3:32  |
| 3.  | "Breach"        | 2:45  |
| 4.  | "Curfew"        | 2:44  |
| 5.  | "Battery"       | 2:58  |
| 6.  | "10-34"         | 2:40  |
| 7.  | "Oubliette"     | 3:33  |
| 8.  | "Blows"         | 3:20  |
| 9.  | "Aftermath"     | 3:56  |
| 10. | "Fragmentation" | 4:10  |

## الإنتاج
- تأليف وإنتاج فاطمة القادري
- تم مزجها بواسطة كريس تابرون في استوديوهات MSR في مدينة نيويورك
- "Endzone"، و"Blood Moon"، و"Curfew"، و"Oubliette"، و"Blows"، و"Aftermath"، و"Fragmentation"، و"Power" من إنتاج مات كولتون في مركز Alchemy Mastering في لندن
- "Breach" و"Battery" و"10-34" من أداء توم والتز في Waltz Mastering في واترتاون ، ماساتشوستس

## غلاف الألبوم
- نحت من تصميم جوش كلاين
- تصوير: يورغ لوهسي
- الإدارة الفنية بواسطة باباك رادبوي

## تاريخ الإصدار
| منطقة  | تاريخ       | التنسيقات | ملصق         |
| ------ | ----------- | --------- | ------------ |
| عالميًا | 4 مارس 2016 |           | شبحي الدولية |

## قراءة إضافية
- ساكسيلبي، راش (١٧ مارس ٢٠١٦). "كيف أنقذتني الموسيقى من الجحيم، وفقًا لفاطمة القادري" . ذا فيدر . تاريخ الاسترجاع: ١٤ أغسطس ٢٠١٧.

## روابط خارجية
- الموقع الرسمي لفاطمة القادري

 الكويت